# Bruno Glatschke
Bruno Johannes Alois Glatschke (* 6. Mai 1869 in Friedenshütte (heute Ortsteil von Ruda Śląska), Landkreis Beuthen, Oberschlesien; † 19. März 1944 in Falkenberg/Elster, Brandenburg) war ein deutscher Mediziner.

## Leben
Nach dem Abitur am Königlichen Gymnasium in Beuthen im Jahr 1890 studierte er Medizin an den Universitäten in Breslau, Würzburg und München, wo er im Jahr 1895 auch promoviert wurde. Seine Dissertation hatte das Thema „Beitrag zur Statistik des hohen Steinschnitts bei Blasensteinen ...“ (Verlag J. Hoferdt & C., Breslau 1895). Die Approbation als Arzt erhielt er am 18. Juli 1895. Danach eröffnete er eine Praxis in Falkenberg an der Elster.
Glatschke war ein beliebter Arzt und Tag und Nacht bereit, selbst kutschierend in der ländlichen Umgebung zu Hilfe zu eilen. Er übernahm auch die Aufgaben eines Bahnarztes im Bereich der Reichsbahndirektion Halle (Saale). Im Jahr 1909 gründete er die „Genossenschaft freiwilliger Krankenpfleger“ für diese Region und war auch deren 1. Vorsitzender. Schriftführer war damals der Theologe Ernst von Dobschütz.
Am 1. August 1918 wurde Glatschke zum königlich preußischen Sanitätsrat ernannt.